# Dunne weerschijnzwam
De dunne weerschijnzwam (Inonotus cuticularis) is een schimmel  uit de familie Hymenochaetaceae. Hij groeit hoog in de boom bij wondholtes. Het is een necrotrofe parasiet die voorkomt op levende stammen of op ingerotte dode delen van oude, levende stammen van Fagus, het meest in gemengde bossen of loofbossen op arme zandgrond. Hij veroorzaakt witrot.

## Kenmerken
Vruchtlichaam
Eenjarig, individueel of in groepen voorkomend, aan de zijkant bevestigd, afgeplat, afmetingen tot 5 × 11 × 1,5 cm. Het bovenoppervlak is geelbruin, vliezig of radiaal, glad, bij oudere vruchtlichamen zwart en gerimpeld, zonder zonering of zwak gezoneerd, glad of ondiep gegroefd. De rand is lichter, meestal scherp en steriel. De hymenofoor is bleekbruin. 
Poriën
De poriën zijn hoekig, 4–5 per mm. De buisjeslaag is lichtbruin, 8 mm dik en de randen van de buisjes zijn wittig berijpt. later kleuren ze oker- tot donkerbruin. 
Sporenprint
De sporenprint is lichtgeel tot bruin.

### Microscopische kenmerken
Hij heeft een monomitisch hyfensysteem. De generatieve hyfen zijn bleekgeel, met schaarse vertakkingen, in de context 5–11 µm in diameter, andere dunwandig tot dikwandig, bleekbruin tot bijna kleurloos, met frequente vertakkingen, 2,5–5 µm breed. Hyfen zijn overvloedig vertakt, variabele vertakking, monopodiaal tot dichotoom, takken vaak gebogen, hoofdas tot 12 µm in diameter. Membraneuze borstelharen overvloedig tot schaars, subulerend tot ventraal, vaak gehaakt, moeilijk tot dikwandig, 16–30 × 6–11 µm. De basidia zijn breed knotsvormig, 4-sterigmata, 16–21 × 7–8 µm met een recht septum aan de basis. De basidiosporen breed ellipsvormig tot eivormig, bleek tot donker geelbruin, 6–8 × 4,5–5,5 µm.

## Verspreiding
De dunne weerschijnzwam komt met name voor in Europa en Noord-Amerika. Hij komt voor in de gematigde zone van het oosten van de VS en Canada tot Japan, China, Rusland en van het zuiden tot Midden-Europa.
In Nederland komt hij vrij algemeen voor. Hij staat op de rode lijst in de categorie 'Kwetsbaar'.

## Foto's

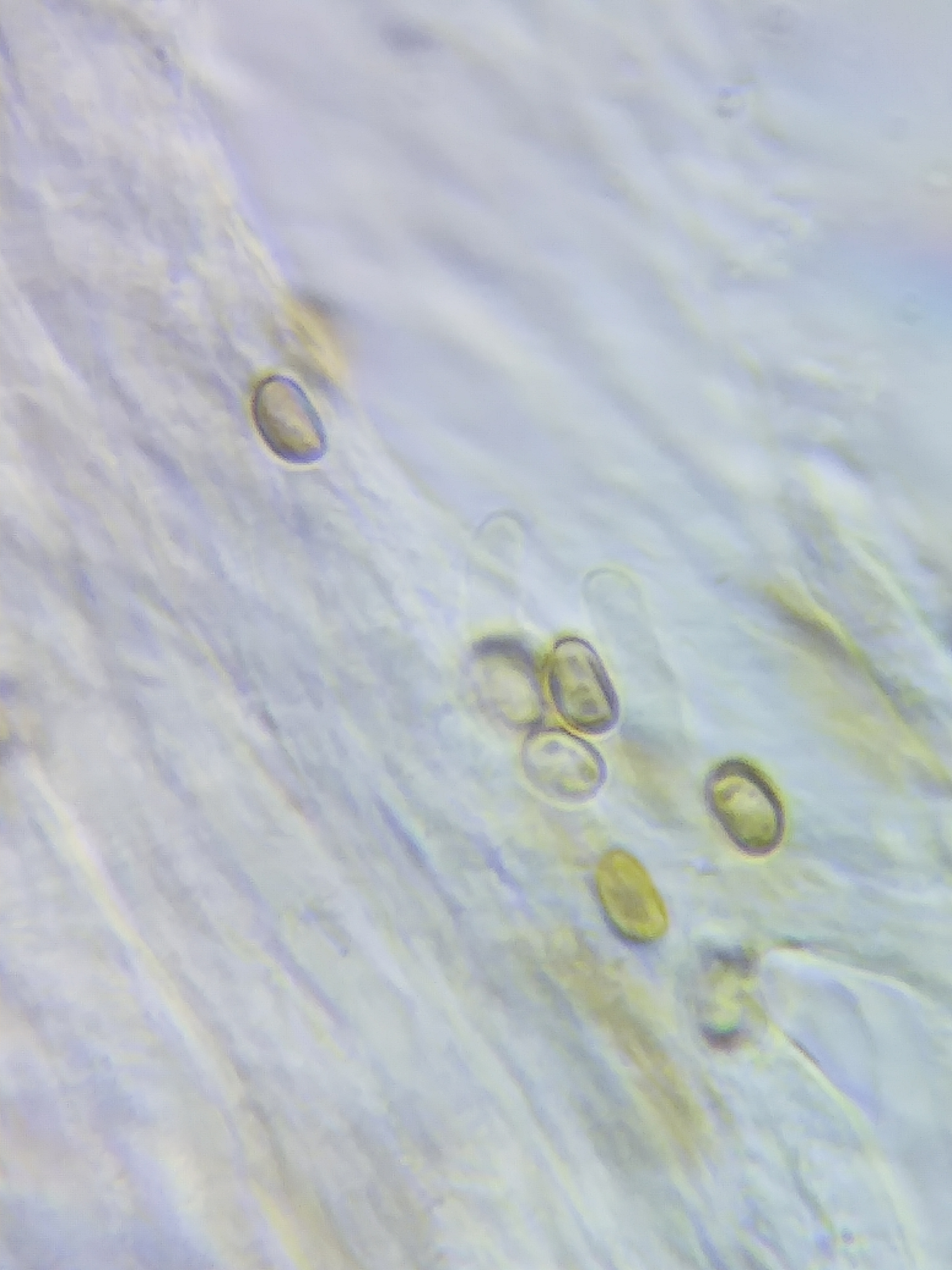
Sporen
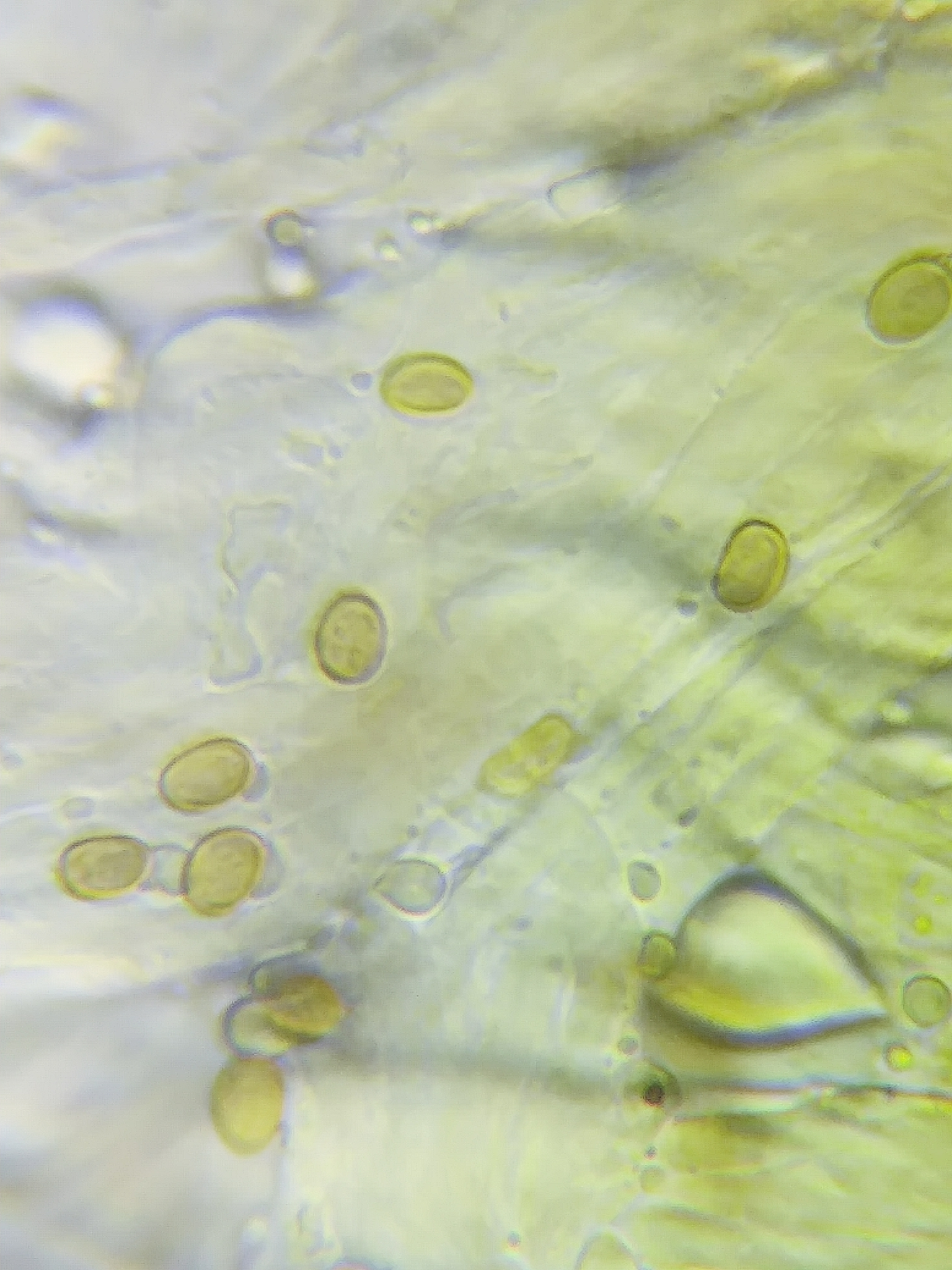
Sporen
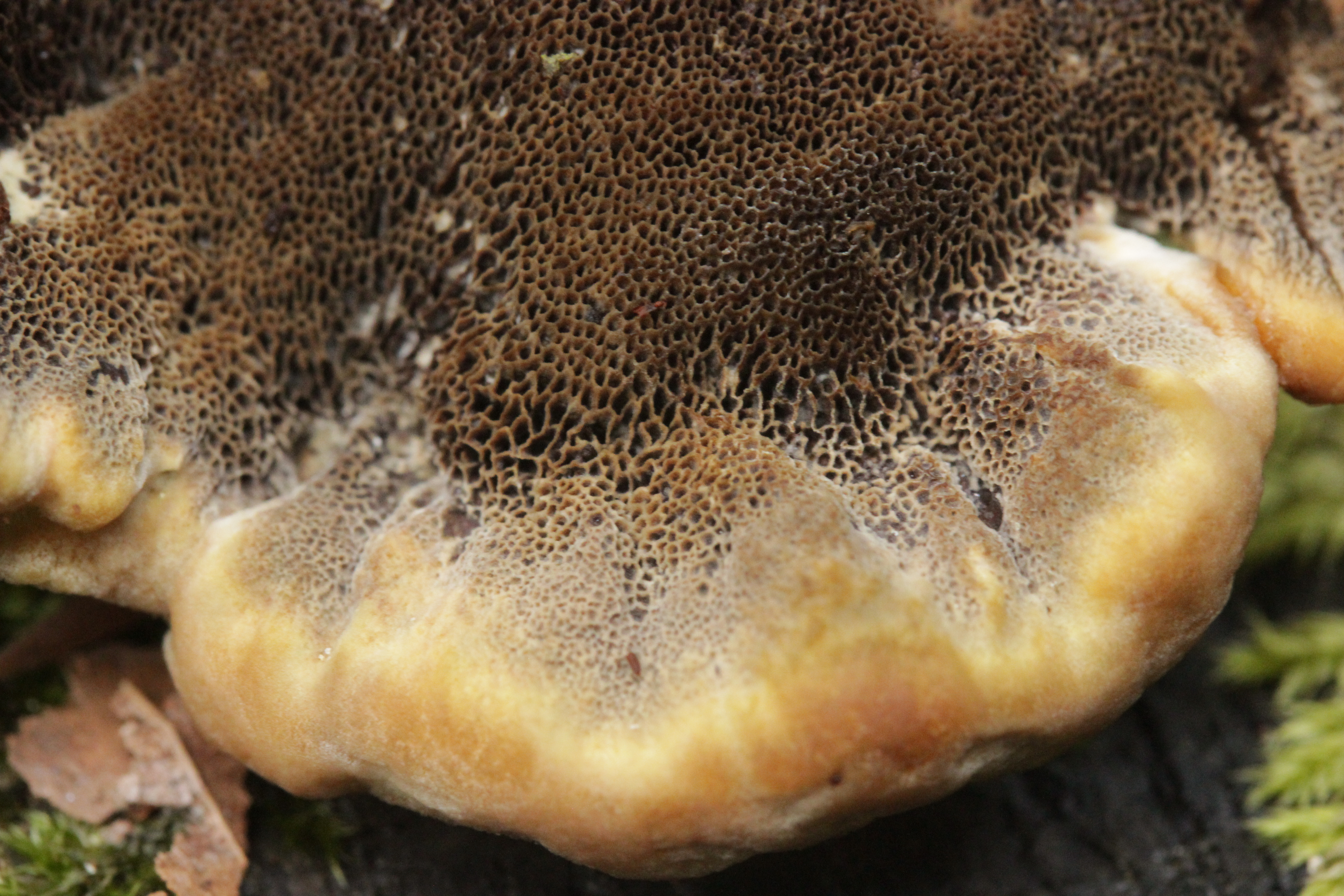
Porien